# Chimaki

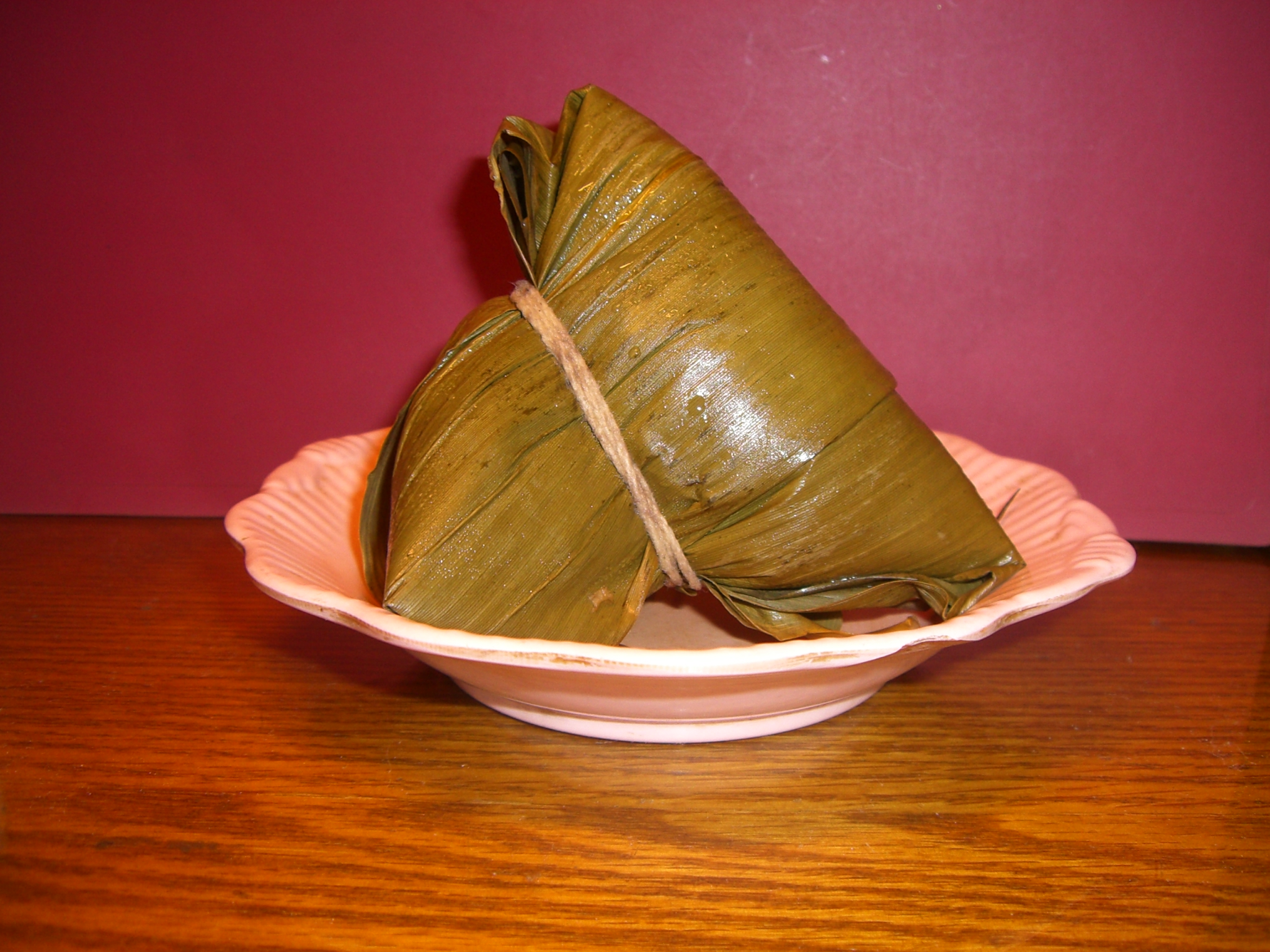
Chimaki.

El chimaki (粽 o ちまき?) es un pastel de arroz glutinoso japonés envuelto en una hoja de bambú. Se suele consumir especialmente en el festival del Kodomo no hi, celebrado el 5 de mayo.